# Cyclodesmus crssartus
Cyclodesmus crssartus är en mångfotingart som beskrevs av Loomis 1936. Cyclodesmus crssartus ingår i släktet Cyclodesmus och familjen Sphaeriodesmidae. Inga underarter finns listade i Catalogue of Life.